# Doom 2: Hell on Earth
Doom 2: Hell on Earth (engl.: 'doom': ‚Verhängnis‘, ‚Verderben‘, ‚Verdammnis‘, ‚Untergang‘ oder ‚böses Schicksal‘) ist ein Ego-Shooter und der zweite Teil der Doom-Computerspielreihe. Er wurde am 30. September 1994 für MS-DOS veröffentlicht und auf zahlreiche weitere Plattformen portiert. Als Nachfolger von Doom, der einen wichtigen Beitrag zur 3D-Grafik in Computerspielen leistete, unterscheidet er sich technisch kaum von diesem und bietet lediglich neue Missionen und einige neue Inhalte.

## Handlung
Die Handlung knüpft direkt an die des Vorgängerspiels Doom an. Der Spieler schlüpft wieder in die Rolle des Space Marine, der zuvor der Hölle entronnen war. In einer menschenleeren Welt – sämtliche Bewohner waren von einem Raumschiff evakuiert worden – bekämpft er nun entkommene Dämonen und macht sich auf die Suche nach dem Portal, durch das sie auf die Erde gelangen konnten. Er wird in seiner Heimatstadt fündig, muss jedoch feststellen, dass ein Verschließen des Portals nicht ohne Weiteres möglich ist. Und so betritt er ein weiteres Mal die Hölle, um das Portal zu schließen und die Erde zu retten.

## Spielprinzip
Gleich seinem Vorgängerspiel Doom steuert der Spieler eine bewaffnete Figur durch bis zu 32 Level, die mit feindseligen Kreaturen bevölkert sind. Um den Ausgang eines solchen Levels zu finden, müssen die Gegner eliminiert und verschiedene Rätsel gelöst werden. Mit Hilfe von sogenannten Schlüsselkarten kann sich der Spieler dabei Zutritt zu verborgenen Arealen verschaffen. Die ersten 20 Level spielen auf der von den Dämonen infiltrierten Erde, die restlichen in der Hölle.
Erst im August 2018, d. h. 24 Jahre nach der Veröffentlichung, konnte das letzte Rätsel des Spiels gelöst und der Zugang zu einem bis dahin unzugänglichen Geheimbereich freigeschaltet werden.

## Entwicklung

### Musik
Die Musik zu Doom 2 orientiert sich wie die des Vorgängers an Metal-Stücken, wie South of Heaven und Behind the Crooked Cross von Slayer, dem Intro zu After All (The Dead) von Black Sabbath, Them Bones und Angry Chair von Alice in Chains und This Love von Pantera. Keith Murray von Console Arcade beschrieb die Musik zu Doom 2 als „‚chugga-chugga‘-MIDI-Klang“ und sah beim Hintergrund, der beim Beenden eines Levels angezeigt wird, Ähnlichkeiten zu einem Slayer-Schallplattencover.

## Veröffentlichungen
Doom 2 war nach dem Wolfenstein-3D-Sequel Spear of Destiny der zweite auf herkömmlichem Wege vertriebene Ego-Shooter des Unternehmens id Software. Andere Spiele wurden zuvor auf Shareware-Basis verteilt, um so eine kommerzielle Vollversion zu vermarkten. Der deutsche Vertrieb erfolgte durch cdv Software.
Nach der Übernahme id Softwares durch ZeniMax Media wurden auf der QuakeCon 2009 die bereits in Gerüchten oft aufgetauchte Portierung von Doom 2 für Xbox Live Arcade bestätigt.

### Master Levels for Doom II
Im Dezember 1995 wurde mit Master Levels for Doom II eine Erweiterung mit 21 zusätzlichen Karten veröffentlicht. Wie auch bei Final Doom wurden die zusätzlichen Karten von einer Reihe von Fan-Autoren geschrieben, die diesmal allerdings in keiner festgelegten Reihenfolge gespielt werden. Sämtliche Hobby-Autoren von Master Levels for Doom II waren später, teilweise bis heute, professionell in der Spieleindustrie aktiv (unter anderem Tim Willits).
Im Lieferumfang von Master Levels for Doom II  war Maximum Doom, eine Shovelware-Sammlung mit über 3400 Karten, die aus dem damaligen Internet zusammengetragen wurde und deren Qualität bemängelt wurde.

## Rezeption

### Kritiken
Im Test der deutschen Computerspielzeitschrift PC Games schnitt Doom 2 mit einer Wertung von 82 % schlechter als sein Vorgänger ab (95 %). Als Grund wurden die geringen Fortschritte im Vergleich zum Vorgänger genannt. Bemängelt wurde außerdem, dass der zweite Teil nicht mehr als Shareware angeboten wurde.

„Ob ich mir Doom 2 privat kaufen würde? Wohl kaum. Nichts nervt mehr als lahme Grafik, und davon hat das Spiel reichlich. Außerdem sorgt der unverschämt hohe Schwierigkeitsgrad dafür, daß man ohne den entsprechenden Cheat schon nach wenigen Schritten in der eigenen Blutlache ertrinkt. Das ‚alte‘ Spiel plus ein Dutzend ausgefuchster Shareware-Levels macht mich jedenfalls glücklicher als Teil 2, der im Prinzip nur mit ein paar neuen Superfieslingen künstlich gestreckt wurde.“

### Alterseinstufung
In Deutschland wurde Doom 2: Hell on Earth als direkter Nachfolger des kurz zuvor indizierten Doom im Dezember 1994 ebenfalls auf die Liste für jugendgefährdende Medien der Bundesprüfstelle für jugendgefährdende Schriften (BPjS) gesetzt und durfte im nachfolgenden Zeitraum in Deutschland nicht geschäftlich beworben werden (Einzelheiten zur Indizierungsbegründung im Artikel Doom). Am 4. August 2011 wurden die Spiele nach einem Antrag des Rechteinhabers von der Liste gestrichen. Doom 2 erhielt daraufhin von der USK eine Freigabe ab 16 Jahren.
Davon ausgenommen blieb jedoch die US-Version, da sie zwei geheime Level beinhaltet, die fast vollständige Kopien der Level 1 und 9 aus Episode 1 von Wolfenstein 3D sind. Diese stellen Bereiche der Hölle dar, die von Nazis bevölkert werden und deshalb Hakenkreuze und Adolf-Hitler-Porträts enthalten, und wurden für die in Deutschland vermarktete Version entfernt. Ende 2019 wurde auch die US-Fassung vom Index gestrichen, nachdem 25 Jahre verstrichen waren und zuvor schon Wolfenstein 3D vom Index genommen worden war.

### Speedruns
Ähnlich wie beim Vorgänger existiert eine „Speedrun“-Szene, die jedoch schrumpft, da Technik und Gameplay veraltet sind. Compet-N ist die älteste Datenbank rund um Speedruns, bei denen einzelne Level, Levelabschnitte oder das ganze Spiel – weltweit – in Bestzeiten mit unterschiedlichen Einschränkungen gespielt werden. 1998 wurde von Thomas „Panter“ Pilger zum ersten Mal ein Run auf dem höchsten Schwierigkeitsgrad Nightmare aufgenommen.
Heutzutage sind die Rekorde für Doom 2 in allen Kategorien kaum noch zu schlagen, deswegen bilden sich Communitys um einzelne Mods wie zum Beispiel Hell Revealed und Alien Vendetta.

## Nachfolger
1996 veröffentlichte id Software den von TeamTNT entwickelten Serienableger Final Doom. Er beinhaltet zwei neue Episoden (TNT: Evilution und The Plutonia Experiment) mit je 32 Levels und basiert auf der gleichen Spiel-Engine wie bereits Doom 2. Das Spiel ist eigenständig lauffähig und wurde zusammen mit der Portierung für Windows 95 (Doom95) verkauft. Neben der PC-Version ist Final Doom auch auf der PlayStation erschienen. Diese Konsolenumsetzung enthält jedoch andere Level und Levelabfolgen als die für den PC veröffentlichte Variante und besitzt einen eigens komponierten Soundtrack.
2004 veröffentlichte id Software mit Doom 3 einen direkten Nachfolger, der inhaltlich eine Nacherzählung des ersten Teils ist.

## Adaptionen

### GPL-Projekte

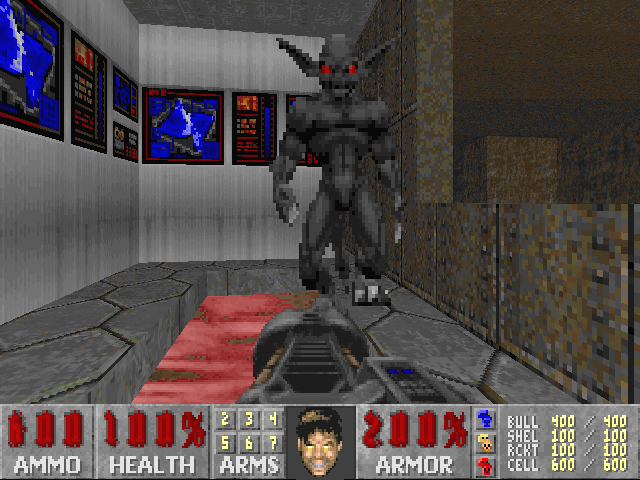
FreeDoom

Der Quelltext der Engine – ausgenommen der eigentlichen Spieldaten, wie z. B. der Grafiken und Level – wurde 1997 erstmals unter einer proprietären Lizenz freigegeben. 1999 wurde die Freigabe-Lizenz zur GNU General Public License geändert. Seit der Freigabe haben sich verschiedene Projekte des Programms angenommen, z. B. um Programmfehler und Beschränkungen der Grafik-Engine zu entfernen. Durch die Veröffentlichung des Quelltextes konnte das Spiel von Programmierern auf weitere Plattformen portiert werden.
Einige Ports haben OpenGL- und DirectX-Unterstützung, wodurch die Grafik auch mit späteren Titeln mithalten konnte. Diese Weiterentwicklungen arbeiten weiterhin mit den ursprünglichen Grafik- und Level-Dateien (WADs) zusammen, wahlweise kann die Sprite-Grafik jedoch auch durch Polygon-Modelle, wie sie in den Titeln der Quake-Reihe verwendet werden, ersetzt werden.

### Marine Doom
Marine Doom ist 1997 eine vom Marine Corps Modeling and Simulation Management Office des United States Marine Corps entwickelte Mod. Dabei wurden z. B. Gegner in menschlicher Gestalt sowie realistische Waffen eingeführt. Vier Spieler konnten ein taktisches Vorgehen trainieren. Marine Doom stellt einen der ersten Versuche einer virtuellen Simulation für Infanteriesoldaten dar.